# Comesia felicitatis
Comesia felicitatis är en svampart som först beskrevs av P. Crouan & H. Crouan, och fick sitt nu gällande namn av Pier Andrea Saccardo 1889. Comesia felicitatis ingår i släktet Comesia, ordningen disksvampar, klassen Leotiomycetes, divisionen sporsäcksvampar och riket svampar.   Inga underarter finns listade i Catalogue of Life.